# Hīdūj-e Pā'īn
Hīdūj-e Pā'īn (persiska: هیدوج پائین, Hīdach, Hīdūj, Hīdūj-e Pā’īn) är en ort i Iran.   Den ligger i provinsen Sistan och Baluchistan, i den sydöstra delen av landet, 1 400 km sydost om huvudstaden Teheran. Hīdūj-e Pā'īn ligger 1 230 meter över havet och antalet invånare är 1 065.
Terrängen runt Hīdūj-e Pā'īn är huvudsakligen platt, men österut är den kuperad. Terrängen runt Hīdūj-e Pā'īn sluttar norrut. Runt Hīdūj-e Pā'īn är det glesbefolkat, med 12 invånare per kvadratkilometer. Det finns inga andra samhällen i närheten. Trakten runt Hīdūj-e Pā'īn är ofruktbar med lite eller ingen växtlighet.